# Philodendron venustum
Philodendron venustum är en kallaväxtart som beskrevs av George Sydney Bunting. Philodendron venustum ingår i släktet Philodendron och familjen kallaväxter. Inga underarter finns listade.